# Adidas Jabulani
L'Adidas Jabulani (que significa "celebrar" en zulu) és la pilota de futbol oficial de la Copa del Món de Futbol de 2010 i, tal com es dedueix del nom, fou confeccionada per l'empresa Adidas.
Els 11 colors del la pilota d'Adidas són un reflex simbòlic dels 11 jugadors de cada equip, dels 11 idiomes oficials de Sud-àfrica i de les 11 comunitats sud-africanes que donaran la benvinguda al món del primer Mundial de futbol que té lloc a Àfrica. Té un rodonesa exacta, gràcies a vuit panells 3D modelats de forma esfèrica.
La pilota també va ser utilitzada al Campionat del Món de Clubs de futbol 2009 als Emirats Àrabs Units, i una versió especial de la pilota, l'Angola Jabulani, a la Copa d'Àfrica de Nacions 2010. També va ser utilitzada a la Premier Soccer League 2009-10 i la Copa Nedbank 2010 de Sud-àfrica, el Torneig de Clausura de l'Argentina, la Bundesliga 2009-10 d'Alemanya, així com a la Major League Soccer 2010 dels Estats Units amb els colors blau i verd que representen el campionat.
Va ser presentada per David Beckham a Ciutat del Cap, Sud-àfrica el 4 de desembre de 2009, durant la cerimònia de sorteig dels grups que disputaran la primera fase del campionat.